# Zhang Xiaoni
Zhang Xiaoni (29 de outubro de 1983) é uma basquetebolista profissional chinesa.

## Carreira
Zhang Xiaoni integrou a Seleção Chinesa de Basquetebol Feminino, em Pequim 2008 que terminou na quarta colocação. 

## Títulos
- Jogos Asiáticos: 2002 e 2006.